# Raymond-Jules-Emile Poupinel
Raymond-Jules-Emile Poupinel, francoski general, * 1879, † 1975.